# Лівія на літніх Олімпійських іграх 2020
Лівію на літніх Олімпійських іграх 2020 представляли чотири спортсмени в чотирьох видах спорту.